# بیونیکل ۳: تاری از سایه‌ها
بیونیکل ۳: تاری از سایه‌ها (انگلیسی: Bionicle 3: Web of Shadows) فیلمی در ژانر اکشن و فانتزی علمی به کارگردانی دیوید مولینا است که در سال ۲۰۰۵ منتشر شد. این انیمیشن دنباله‌ای بر بیونیکل ۲: افسانه‌های مترو نویی است که داستانِ قبل از صحنه پایانی آن فیلم را روایت می‌کند.

## شخصیت‌ها
- آلساندرو جولیانی در نقش توآ واکاما
  - کریستوفر گیز[۱] در نقش توراگا واکاما (راوی)
- برایان دراموند در نقش توآ ماتائو و توآ آنووا
- تبیثا سن‌ژرمان در نقش توآ نوکاما
- پال دابسون[۲] در نقش توآ ونوآ و سیدوراک
- ترور دیوال[۳] در نقش توآ نوجو و راهاگا آیرونی
- فرنچ تیکنر[۴] در نقش راهاگا نوریک
- کاتلین بر در نقش روداکا و راهاگا گاکی
- اسکات مک‌نیل در نقش کیتانگو و راهاگا بومانگا